# Vasile Chiroiu
Vasile Chiroiu (* 13. August 1910 in Nagykomlós, Österreich-Ungarn; † 9. Mai 1976) war ein rumänischer Fußballspieler und -trainer. Er bestritt insgesamt 113 Partien in der höchsten rumänischen Fußballliga, der Divizia A, und nahm an der Fußball-Weltmeisterschaft 1938 teil. Um Verwechslungen mit seinem Cousin Tudor Chiroiu zu vermeiden, wurde er in der rumänischen Sportpresse als Chiroiu II geführt.

## Karriere als Spieler

### Verein
Vasile Chiroiu begann seine Karriere 1924 bei Politehnica Timișoara. Nach einigen Jahren, die er bei Politehnica sowie in der Saison 1928/29 bei Banatul Timișoara in der regionalen Meisterschaft von Timișoara verbracht hatte, wechselte Chiroiu im Jahr 1931 zu CFR Bukarest in die Hauptstadt, wo er auch bei Gründung der rumänischen Profiliga Divizia A im Jahr 1932 spielte. 1934 schloss er sich CAO Oradea an, mit dem er in der Saison 1934/35 rumänischer Vizemeister wurde. Chiroiu kehrte im Jahr 1935 nach Timișoara zurück, wo er sich einem der führenden rumänischen Vereine der 1930er-Jahre, Ripensia Timișoara, anschloss. Nachdem er zwei Mal die Meisterschaft gewonnen hatte, wechselte er 1939 für eine Saison zum Lokalrivalen CAM Timișoara und beendete 1941 seine Karriere bei Uzinele Metalurgice Cugir.

### Nationalmannschaft
Chiroiu absolvierte neun Spiele für die rumänische Fußballnationalmannschaft, in denen er kein Tor erzielen konnte. Sein Debüt gab er am 29. November 1931 gegen Griechenland. Seinen letzten Einsatz feierte er bei der Fußball-Weltmeisterschaft 1938 in Frankreich.

## Karriere als Trainer
Chiroiu trainierte nach dem Zweiten Weltkrieg einige unterklassige Mannschaften im Kreis Timiș, bevor er eine Zeit lang Metalurgistul Cugir übernahm.

## Erfolge
- WM-Teilnehmer: 1938
- Balkan-Cupsieger: 1929–1931
- Europapokalsieger der Nationalmannschaften (Amateure): 1931–1934
- Rumänischer Meister:  1934/35, 1935/36, 1937/38
- Rumänischer Pokalsieger: 1935/36